# Anthrax leucurus
Anthrax leucurus är en tvåvingeart som beskrevs av Hesse 1956. Anthrax leucurus ingår i släktet Anthrax och familjen svävflugor. Inga underarter finns listade i Catalogue of Life.